# Orde van Medische Verdienste (Roemenië)
De Orde van Medische Verdienste (Roemeens: "Ordinul Meritul Sanitar") was een orde van verdienste van het communistische Roemenië. De orde bestond tussen 1969 en 1989 en had drie graden. Zoals gebruikelijk in een socialistische orde waren er geen ridders, alleen dragers.
Het versiersel is een zevenpuntige ster met in het medaillon de kom van Hygieia met daaromheen een slang.
Op de ring staan de letters ‘RSR’ wat staat voor "Republica Socialista România" en daaromheen zijn negen rode edelsteentjes bevestigd. De ster heeft een diameter van 58.84 millimeter.
- De ster van de Eerste Klasse is van verguld brons.
- De ster van de Tweede Klasse is van verzilverd brons
- De ster van de Derde Klasse is van brons.

In 2000 werd de orde opnieuw ingesteld in een wet.